# Parafia św. Maksymiliana Marii Kolbego KM w Zawierciu
Parafia św. Maksymiliana Kolbego – parafia rzymskokatolicka w Zawierciu (Nowe Zawiercie), należy do dekanatu Zawiercie – NMP Królowej Polski archidiecezji częstochowskiej.
Została utworzona w 1981 roku. Kościół parafialny został wybudowany w latach 1982–1983, konsekrowany w 1986 roku.

## Proboszczowie
- ks. Jan Duda (1981–2008)[3]
- ks. Bogdan Kijak (2008–2010)[3]
- ks. Dariusz Grzegorz Zając (2010–2016)[3]
- ks. Dariusz Kuśmierek (od 2016)[3]

## Grupy parafialne
Parafialna Rada Duszpasterska, Akcja Katolicka, Ruch „Światło Życie”, Służba Liturgiczna, Rycerstwo Niepokalanej,
Dzieci Maryi, Żywy Różaniec.